# Fabio Piccioni
Fabio Piccioni (* 19. Januar 1938 in Castellammare di Stabia) ist ein italienischer Filmregisseur und Drehbuchautor.
Piccioni stammt aus einer römischen Familie und arbeitete seit 1962, nach einem Studienabschluss in Physik und Aufenthalten in Mailand und der Hauptstadt, bei Drehbuchentwürfen mit, anfangs noch ungenannt. Dabei lieferte er Genreware, die mehrfach am unteren Ende der Qualitätsansprüche angesiedelt war. Nach Erfahrungen als Regieassistent debütierte er 1971 unter Pseudonym als Regisseur, in welcher Funktion er dann auch mehrfach für das Fernsehen arbeitete. Von 1976 bis 1988 wirkte Piccioni für die RAI, seit 1983 von den Vereinigten Staaten aus, wo er in Los Angeles lebte, auch einen Dokumentarfilm, Death as a Fina Art, vorlegte, unter dem Namen George Saunders – aber nicht zu verwechseln mit dem amerikanischen Schriftsteller des Namens und einem gleichnamigen Drehbuchautor des Jahrganges 1959 – Drehbücher für Kampfsportfilme amerikanischer Produktionsfirmen schrieb und auch eine Postproduktions- und Synchronfirma führte.

## Filmografie (Auswahl)
Regisseur
- 1971: Hexenkessel Kairo (Si può fare molto con sette donne) (als F.A. King)

Drehbuchautor
- 1969: La taglia è tua… l’uomo l’ammazzo io
- 1971: Unerbittlich bis ins Grab (Se t'incontro t'ammazzo)
- 1972: Una bala marcada
- 1972: Zwei ausgekochte Halunken (La caza de oro)
- 1992: American Fighter 5 (American Ninja V)
- 1994: Scanner Cop
- 1995: Seitensprung mit Folgen (Malicious)